# Пономарёв, Пётр Тихонович

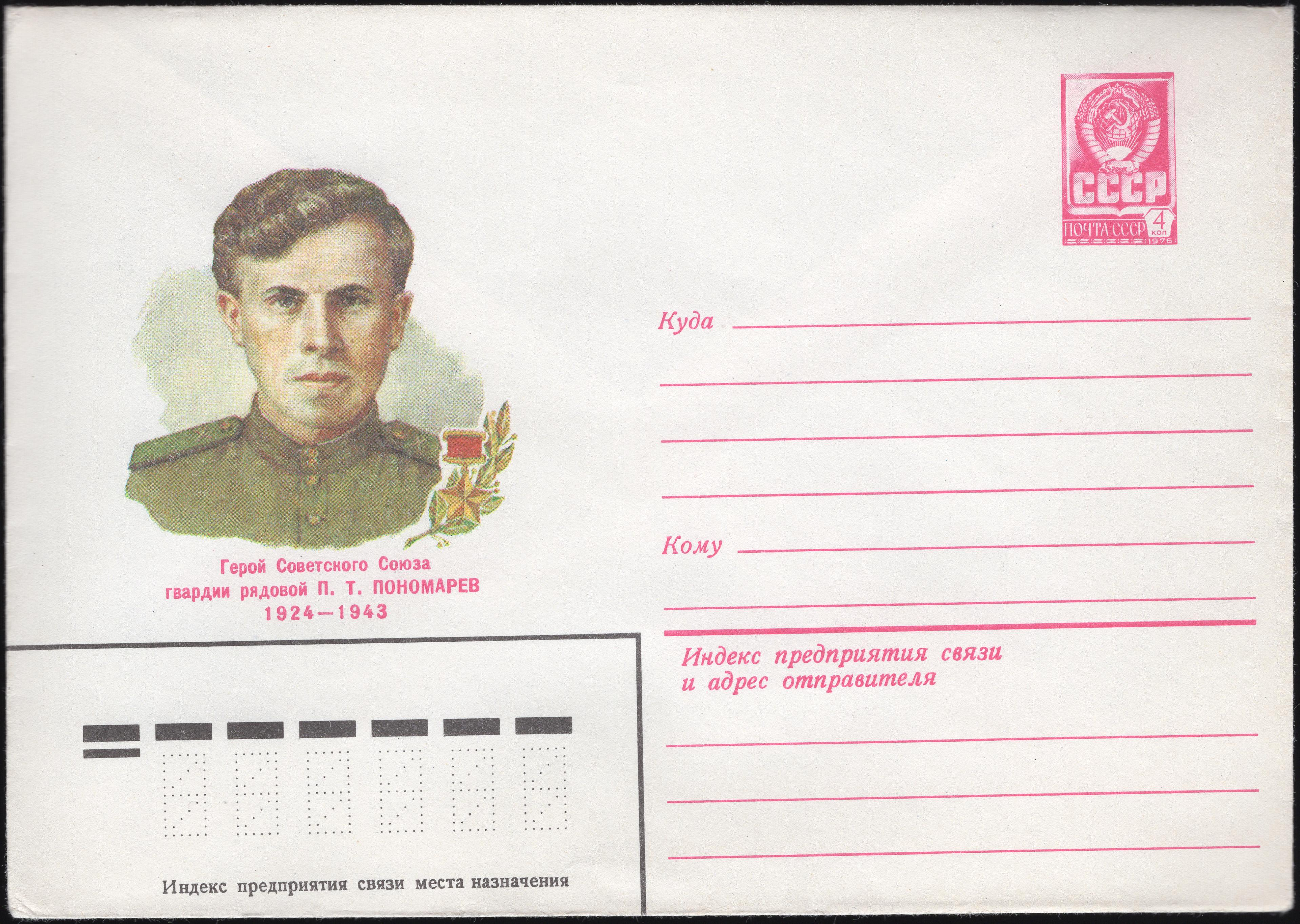
Почтовый конверт СССР, 1982 год

Пётр Тихонович Пономарёв (11 июля 1924, Курдюм, Саратовская губерния — 26 октября 1943, Рабовичи, Могилёвская область) — советский военнослужащий. Участник Великой Отечественной войны. Герой Советского Союза (1944, посмертно). Гвардии красноармеец.

## Биография
Пётр Тихонович Пономарёв родился 11 июля 1924 года в селе Курдюм Саратовского уезда (ныне — Татищевского района Саратовской области) в семье рабочих. Русский. Его отец, Тихон Александрович, был плотником в совхозе, а мать, Александра Григорьевна, — рабочей овощеводческой бригады. После смерти мужа Александра Григорьевна с сыновьями Александром, Виктором и Петром переехала в Саратов. Здесь Пётр Тихонович окончил семь классов школы № 22. До призыва на военную службу работал учеником слесаря-инструментальщика и слесарем на Саратовском зубострогальном заводе.
В ряды Рабоче-крестьянской Красной Армии П. Т. Пономарёв был призван Сталинским районным военкоматом города Саратова в августе 1942 года. В боях с немецко-фашистскими захватчиками красноармеец П. Т. Пономарёв с 6 сентября 1942 года в должности стрелка 339-го стрелкового полка 308-й стрелковой дивизии 24-й армии Сталинградского фронта. Боевое крещение Пётр Тимофеевич принял в боях за село Котлубань Сталинградской области. После первых боёв дивизия, в которой служил красноармеец Пономарёв, была передана в состав 1-й гвардейской армии и обороняла северо-западную окраину Сталинграда. 1 октября 1942 года дивизия была введена в Сталинград и включена в состав 62-й армии. Пётр Тихонович участвовал в уличных боях за город, в том числе на территории завода «Баррикады». 3 ноября 1943 года после тяжёлых кровопролитных боёв 308-я стрелковая дивизия была выведена на переформирование.
В мае 1943 года 308-я стрелковая дивизия была переброшена на Центральный фронт и заняла полосу обороны вдоль восточного берега реки Зуши севернее Новосиля в составе 3-й армии. В ходе Орловской операции 16 июля 1943 года П. Т. Пономарёв был тяжело контужен у села Суворово Орловской области и даже был внесён в сводку боевых потерь дивизии как пропавший без вести. Но Пётр Тихонович быстро встал на ноги и скоро вернулся в свою часть. В ходе Курской битвы артиллеристы понесли значительные потери и красноармейца П. Т. Пономарёва определили в артиллерийский расчёт 45-миллиметрового орудия 3-го стрелкового батальона. Уже на Брянском фронте в ходе Брянской наступательной операции Петру Тихоновичу пришлось освоить специальность наводчика орудия, заменив выбывшего из строя товарища. П. Т. Пономарёв отличился в бою за деревню Дегтярёвка Суражского района Брянской области. Действуя отважно и решительно, он уничтожил пулемётную точку противника и 8 немецких солдат, за что был награждён медалью «За отвагу». За образцовое выполнение боевых заданий командования 308-я стрелковая дивизия в сентябре 1943 года была преобразована в 120-ю гвардейскую стрелковую дивизию, а 339-й стрелковый полк стал 334-м гвардейским. В конце сентября 1943 года гвардии красноармеец П. Т. Пономарёв участвовал в освобождении города Костюковичи. В начале октября 120-я гвардейская стрелковая дивизия форсировала реку Сож и захватила плацдармы на правом берегу реки. После завершения Брянской операции 3-я армия вернулась в состав Центрального фронта.
20 октября 1943 года Центральный фронт был преобразован в Белорусский фронт. Во второй половине октября 1943 года войска фронта перешли в наступление на гомельско-бобруйском направлении. Перед 120-й гвардейской стрелковой дивизией была поставлена задача форсировать крупный приток Сожа реку Проню севернее Пропойска (ныне город Славгород). На рассвете 25 октября 1943 года 334-й гвардейский стрелковый полк форсировал реку в районе деревни Рабовичи Пропойского района Могилёвской области Белорусской ССР и захватил плацдарм на её правом берегу. 26 октября 1943 года немцы бросили на ликвидацию плацдарма крупные силы пехоты при поддержке танков и самоходных артиллерийских установок. Пять контратак противника были отражены с большим для него уроном. При этом орудие, наводчиком которого был гвардии рядовой П. Т. Пономарёв, подбило три вражеских танка, два бронетранспортёра и уничтожило до 200 солдат и офицеров вермахта. Во время шестой контратаки немцы бросили в бой три тяжёлых танка «Тигр», за которыми следовали цепи автоматчиков и самоходки «Фердинанд». Основной удар противника пришёлся на орудие наводчика Пономарёва. В ходе боя Пётр Тихонович был ранен в руку, но отказался покинуть позицию. Когда из строя вышел весь расчёт, он сражался в одиночку, сумев подбить вражеский танк и огнём из автомата уничтожить 35 солдат противника. Гвардии рядовой П. Т. Пономарёв погиб от разрыва вражеского снаряда, но враг был отброшен на исходные позиции. В этот день немцы ещё трижды атаковали позиции гвардейцев, но безрезультатно. А 10 ноября 1943 года с удержанного 334-м гвардейским стрелковым полком плацдарма подразделения 3-й армии перешли в наступление в ходе Гомельско-Речицкой операции.
Указом Президиума Верховного Совета СССР «О присвоении звания Героя Советского Союза генералам, офицерскому, сержантскому и рядовому составу Красной Армии» от 15 января 1944 года за «образцовое выполнение боевых заданий командования на фронте борьбы с немецкими захватчиками и проявленными при этом отвагу и геройство» гвардии красноармейцу Пономарёву Петру Тихоновичу было присвоено звание Героя Советского Союза посмертно.
Похоронен П. Т. Пономарёв на кладбище посёлка Рабовичи Славгородского района Могилёвской области Республики Беларусь.

## Награды
- Медаль «Золотая Звезда» (15.01.1944, посмертно);
- орден Ленина (15.01.1944, посмертно);
- медаль «За отвагу» (07.10.1943);
- Медаль «За оборону Сталинграда» (декабрь 1942).

## Память

Памятник Пономарёву П. Т.

- Бюст Героя Советского Союза П. Т. Пономарёва был установлен в 1962 году в городе Саратове на закрытой территории «Саратовский завод зубострогальных станков», в 2014 году был перенесён на пришкольную территорию МОУ «СОШ № 22».[8]
- Памятник Герою Советского Союза П. Т. Пономарёву установлен в посёлке Рабовичи Славгородского района Могилёвской области Республики Беларусь.
- Именем Героя Советского Союза П. Т. Пономарёва названы улицы в Минске (Военный городок Уручье) и Саратове (Заводской район).
- Памятная стелла в честь Героя Советского Союза П. Т. Пономарёва установлена в Саратове (Заводской район).
- Имя Героя Советского Союза П. Т. Пономарёва носит МОУ «Средняя образовательная школа № 22» города Саратова.
- В селе Курдюм Саратовской области в доме, где родился Герой Советского Союза П. Т. Пономарёв, существует музей его имени.
- Приказом Министра обороны СССР от 14 октября 1970 года Герой Советского Союза гвардии рядовой П. Т. Пономарёв был навечно зачислен в списки артиллерийской батареи[9] воинской части № 73964.

## Документы
- Общедоступный электронный банк документов «Подвиг Народа в Великой Отечественной войне 1941—1945 гг.» Дата обращения: 16 октября 2012. Архивировано из оригинала 13 марта 2012 года.

Представление к званию Героя Советского Союза и указ ПВС СССР о присвоении звания. Дата обращения: 16 октября 2012. Архивировано 14 декабря 2012 года.
Медаль «За отвагу» (приказ о награждении). Дата обращения: 16 октября 2012. Архивировано 14 декабря 2012 года.
- Обобщенный банк данных «Мемориал». Дата обращения: 16 октября 2012. Архивировано из оригинала 10 мая 2012 года.

ЦАМО, ф. 58, оп. 58, д. 5. Дата обращения: 16 октября 2012. Архивировано 14 декабря 2012 года.
ЦАМО, ф. 58, оп. 58, д. 5, л. 2. Дата обращения: 16 октября 2012. Архивировано 14 декабря 2012 года.
ЦАМО, ф. 58, оп. 58, д. 5, л. 3. Дата обращения: 16 октября 2012. Архивировано 14 декабря 2012 года.
ЦАМО, ф. 58, оп. 58, д. 5, л. 4. Дата обращения: 16 октября 2012. Архивировано 14 декабря 2012 года.
ЦАМО, ф. 58, оп. 18001, д. 893. Дата обращения: 16 октября 2012. Архивировано 14 декабря 2012 года.
ЦАМО, ф. 58, оп. 18001, д. 1067. Дата обращения: 16 октября 2012. Архивировано 14 декабря 2012 года.
Информация о захоронении З375-741. Дата обращения: 16 октября 2012. Архивировано 14 декабря 2012 года.
Учётная карточка захоронения З375-741. Дата обращения: 16 октября 2012. Архивировано 14 декабря 2012 года.